# Прекорє
Прекорє (словен. Prekorje) — поселення в общині Целє, Савинський регіон, Словенія. 
Висота над рівнем моря: 280,6 м.